# Pristava pri Polhovem Gradcu
Pristava pri Polhovem Gradcu je naselje v Občini Dobrova - Polhov Gradec. 

## Geografska lega
Pristava se nahaja tik ob Polhovemu Gradcu. Polhov Gradec in Pristavo ločita rečici Božna in Mala voda, ki se malo pred Mačkovim hribom združita v reko Gradaščico. 

## Zgodovina
Leta 1927 je bilo na Pristavi ustanovljeno podjetje HOJA MOBILES D.D.. Bilo je srednje veliko podjetje z več kot 65 zaposlenimi. Imela je 70 letno mizarsko tradicijo. V šestdesetih letih 20. stoletja pa se je podjetje specializiralo za izdelavo pohištva za hotele, bolnice, poslovne stavbe in protokolarne objekte. Vso pohištvo so izdelovali sami in po naročilu od celih hlodov pa vse tja do končnega izdelka. Podjetje je šlo v stečaj proti koncu devetdesetih let 20. stoletja.